# Couesnofon
Couesnofonul (pr. „cu-és-”), cunoscut și prin termenul englezesc goofus, este un instrument muzical „cu claviatură, ale cărui lame vibrante sunt acționate, printr-un tub, de suflul executantului”. Aspectul instrumentului aduce mult cu acela al unui saxofon, fiind descris chiar astfel („saxofon de jucărie”) în brevetul de invenție obținut de către fabrica Couesnon. Totuși, construcția instrumentului determină o distincție importantă: couesnofonul este un instrument polifonic (capabil de a produce mai multe înălțimi în mod simultan), în vreme ce saxofonul este monofonic (produce o singură înălțime la un moment dat).

## Paternitatea asupra instrumentului
Nu există un consens în ce privește numele inventatorului instrumentului. În vreme ce unii autori consideră grăitor faptul că couesnofonul a fost brevetat (nr. 569294 din 1924, în Franța) de fabricantul francez Couesnon și prin urmare îl atribuie lui, alte păreri vorbesc despre invenția saxofonistului (saxofon bas) de jazz stil New Orleans Adrian Rollini. Site-ul clubului de jazz „The Bay” (Botany Bay, Enfield) susține că instrumentul a fost creat de Rollini sub numele de goofus, apoi preluat de către fabrica franceză Couesnon; aici i-a fost modificată puțin forma și i s-a adăugat tubul de cauciuc (care făcea posibilă execuția cu instrumentul în poziție orizontală), fiind brevetat și comercializat sub numele de couesnofon.

## Construcție. Execuția
Couesnofonul se poate ține ca un saxofon sau ca o clavietă (orizontal), având în vedere că instrumentul este acționat printr-un tub de cauciuc ce permite ambele poziții. Clapele sunt așezate ca la o melodica (variantă timpurie de clavietă lansată de Hohner – vezi aici), anume în două rânduri paralele, corespunzătoare clapelor albe, respectiv negre, de la claviatura de pian. Instrumentul este considerat, de altfel, un precursor al clavietei.
O reclamă londoneză din anii „vogăi Goofus” (perioada interbelică) comenta:
„O dată cu sosirea lui Rollini la hotelul Savoy, Goofus a stârnit interesul publicului. Este un instrument neobișnuit ce dispune de două octave cromatice și de posibilitatea de interpretare atât ca instrument melodic, cât și drept acompaniator. Poate fi ținut în aceeași poziție ca un saxofon sau așezat pe o masă și acționat prin tubul atașat. (...) Dispunerea clapelor este la fel ca la claviatura pianului. Spre deosebire de saxofon, cu care se aseamănă ca înfățișare, nu folosește un muștiuc cu ancie, iar ambușura nu se cere cultivată. Este suficientă suflarea în instrument, învățarea digitațiilor pentru clape și crearea unei articulații corecte.”—Keith Prowse & Co., Ltd., Londra

## Interpreți
Couesnofonul a fost introdus în muzica de jazz de către saxofonistul Adrian Rollini sub denumirea de goofus. Acesta a înregistrat alături de formația sa la casa de discuri Okeh Records sub numele The Goofus Five (mai bine cunoscută sub titulatura The Little Ramblers, întâlnită la discurile Columbia).
Un alt interpret a fost pentru scurt timp jazzistul Don Redman, care a folosit instrumentul pe câteva discuri cu orchestra Fletcher Henderson, din vara și toamna anului 1924. Couesnofonul a mai fost folosit de pianistul britanic George Scott-Wood alături de formația Five Omega Collegians – ca mărturie au rămas patru fețe de disc Edison Bell Winner din 1928.